# Mount Hollywood
Mount Hollywood je nejvyšší kopec městského parku Griffith Park v Los Angeles, ve státě Kalifornie, USA.
Jeho vrchol dosahuje 492 m n. m. a poskytuje krásný výhled na město i na celou losangeleskou pánev.
Dříve byl Mount Hollywood známý pod názvem Griffith Peak podle Griffitha J. Griffitha, původního majitele půdy Griffith Parku. Jméno však bylo změněno po Griffitově nechvalně známém incidentu s postřelením své manželky a následným uvězněním.
Hned vedle Mount Hollywood se nachází kopec Mount Lee, na kterém je umístěn světoznámý Nápis Hollywood. Mount Hollywood je vyhledávané místo nejen pěšími turisty, ale i jezdci na koních.